# Shane Rose
Shane Rose est un cavalier australien de concours complet né le 24 avril 1973. En 2008, aux Jeux olympiques de Pékin, il remporte la médaille d'argent par équipe en concours complet. En 2016, aux Jeux olympiques de Rio, il remporte la médaille de bronze par équipe en concours complet.